# 544541 Srholec
544541 Srholec este o planetă minoră (asteroid) din centura de asteroizi. A fost descoperită pe 24 martie 2011 la Piszkéstetői Obszervatórium⁠(d) de Štefan Kürti⁠(d) și a fost numită după Anton Srholec⁠(d). 
Obiectul prezintă o orbită caracterizată de o semiaxă mare de 2,9913061477478 UAi, o excentricitate de 0,11034467635925, o înclinație de 9,8683354431601 ° în raport cu ecliptica.